# Sam Cosgrove
Sam Cosgrove (* 2. Dezember 1996 in Beverley) ist ein englischer Fußballspieler, der bei Birmingham City spielt.

## Karriere
Sam Cosgrove wurde im Jahr 1996 in Beverley 13 km nördlich von Kingston upon Hull geboren. Seine Karriere begann er beim FC Everton und Wigan Athletic. In Wigan stand er von 2014 bis 2017 als Profi unter Vertrag. In dieser Zeit wurde der junge Stürmer an die unterklassigen englischen Vereine AFC Barrow, FC Chorley und North Ferriby United verliehen. Für die Mannschaft aus Wigan absolvierte er im August 2016 einen Pflichtspieleinsatz in der Football League Trophy für die erste Mannschaft. Im August 2017 wechselte Cosgrove zu Carlisle United in die vierte englische Liga. Im Februar 2018 folgte ein Wechsel zum schottischen Erstligisten FC Aberdeen. Sein Debüt für die Dons gab er 25. Februar 2018 gegen Celtic Glasgow. Nach seiner Einwechslung in der 76. Spielminute für Stevie May, sah er acht Minuten später die Rote Karte. In den folgenden Jahren zeigte sich Cosgrave als sehr Treffsicher. Im Januar 2021 wechselte er für zwei Millionen Pfund zu Birmingham City.